# Nikola Kalinić
Nikola Kalinić (phát âm tiếng Serbia-Croatia: [nǐkola kǎlinitɕ]; sinh ngày 5 tháng 1 năm 1988) là một cầu thủ bóng đá chuyên nghiệp người Croatia hiện thi đấu ở vị trí tiền đạo cho câu lạc bộ Atlético Madrid và trước đây là đội tuyển quốc gia Croatia.
Kalinić bắt đầu sự nghiệp của mình tại câu lạc bộ Hajduk Split ở quê hương Croatia trước khi chuyển đến câu lạc bộ Anh Blackburn Rovers với giá 6 triệu bảng vào năm 2009. Sau khi ghi bàn hiếm hoi trong hai mùa giải Premier League, anh chuyển đến đội bóng Ukraine Dnipro Dnipropetrovsk, giúp họ lọt vào Chung kết UEFA Europa League 2015. Sau đó, anh chơi ở Serie A cho Fiorentina và AC Milan, trước khi ký hợp đồng với câu lạc bộ Tây Ban Nha Atletico Madrid trước mùa giải 2018–19, giành Siêu cúp UEFA 2018.

## Thống kê sự nghiệp
| #  | Ngày                 | Địa điểm                                        | Trận | Đối thủ      | Bàn thắng | Kết quả | Giải đấu                 |
| -- | -------------------- | ----------------------------------------------- | ---- | ------------ | --------- | ------- | ------------------------ |
| 1  | 17 tháng 11 năm 2010 | Sân vận động Maksimir, Zagreb, Croatia          | 4    | Malta        | 3–0       | 3–0     | Vòng loại Euro 2012      |
| 2  | 9 tháng 2 năm 2011   | Sân vận động Aldo Drosina, Pula, Croatia        | 5    | Cộng hòa Séc | 2–0       | 4–2     | Giao hữu                 |
| 3  | 9 tháng 2 năm 2011   | Sân vận động Aldo Drosina, Pula, Croatia        | 5    | Cộng hòa Séc | 3–2       | 4–2     | Giao hữu                 |
| 4  | 3 tháng 6 năm 2011   | Sân vận động Poljud, Split, Croatia             | 8    | Gruzia       | 2–1       | 2–1     | Vòng loại Euro 2012      |
| 5  | 25 tháng 5 năm 2012  | Sân vận động Aldo Drosina, Pula, Croatia        | 13   | Estonia      | 2–0       | 3–1     | Giao hữu                 |
| 6  | 10 tháng 9 năm 2013  | Sân vận động World Cup Jeonju, Jeonju, Hàn Quốc | 18   | Hàn Quốc     | 2–0       | 2–1     | Giao hữu                 |
| 7  | 10 tháng 10 năm 2015 | Sân vận động Maksimir, Zagreb, Croatia          | 24   | Bulgaria     | 3–0       | 3–0     | Vòng loại Euro 2016      |
| 8  | 17 tháng 11 năm 2015 | Olimp-2, Rostov trên sông Đông, Nga             | 26   | Nga          | 1–1       | 3–1     | Giao hữu                 |
| 9  | 4 tháng 6 năm 2016   | Sân vận động Rujevica, Rijeka, Croatia          | 29   | San Marino   | 8–0       | 10–0    | Giao hữu                 |
| 10 | 4 tháng 6 năm 2016   | Sân vận động Rujevica, Rijeka, Croatia          | 29   | San Marino   | 9–0       | 10–0    | Giao hữu                 |
| 11 | 4 tháng 6 năm 2016   | Sân vận động Rujevica, Rijeka, Croatia          | 29   | San Marino   | 10–0      | 10–0    | Giao hữu                 |
| 12 | 21 tháng 6 năm 2016  | Sân vận động Bordeaux mới, Bordeaux, Pháp       | 30   | Tây Ban Nha  | 1–1       | 2–1     | Euro 2016                |
| 13 | 6 tháng 10 năm 2016  | Sân vận động Loro Boriçi, Shkodër, Albania      | 33   | Kosovo       | 6–0       | 6–0     | Vòng loại World Cup 2018 |
| 14 | 24 tháng 3 năm 2017  | Sân vận động Maksimir, Zagreb, Croatia          | 35   | Ukraina      | 1–0       | 1–0     | Vòng loại World Cup 2018 |
| 15 | 9 tháng 11 năm 2017  | Sân vận động Maksimir, Zagreb, Croatia          | 39   | Hy Lạp       | 2–0       | 4–1     | Vòng loại World Cup 2018 |

## Danh hiệu
Hajduk Split
- Á quân Cúp bóng đá Croatia: 2007–08, 2008–09

Dnipro Dnipropetrovsk
- Á quân UEFA Europa League: 2014–15[7]

Atlético Madrid
- Siêu cúp UEFA: 2018[8]

Croatia
- Á quân FIFA World Cup: 2018[9]

Cá nhân
- Niềm hy vọng của năm: 2007
- Vua phá lưới Cúp bóng đá Croatia: 2008
- Cầu thủ xuất sắc nhất của Prva HNL: 2008[10]
- Đội hình tiêu biểu của vòng bảng UEFA Europa League: 2016–17[11]